# De val (film uit 1970)
De val is een film uit 1970 van de Nederlandse regisseur Adriaan Ditvoorst.
Deze korte film gebaseerd op de novelle van Albert Camus, is een verhaal over een advocaat die niet ingreep toen hij zag hoe een vrouw zelfmoord pleegde. De advocaat raakt bekneld in zijn schuldgevoelens, hij zondert zich af, verliest zijn baan en zijn vrouw, en raakt aan de alcohol. Terwijl hij ziek in bed ligt vertelt hij, in heel onduidelijke poëtische metaforen, zijn verhaal aan een persoon waarvan we niets te weten komen. Deze persoon symboliseert de kijker of lezer.
Het verhaal wordt afgewisseld met korte fragmenten waarin vrienden en familie van de advocaat hun mening over "de omlaagvalling van hun vriend" geven. Ze doen dit door recht in de camera te spreken. Slechts af en toe komen er flashbacks waarin we, op heel suggestieve wijze, kleine details van de levensgeschiedenis van de advocaat te zien krijgen.
De val bestaat grotendeels uit monologen, die lijken op de regels van gedichten. De personages bewegen zich rustig, kalm en gestileerd, de decors zijn opvallend leeg en vaak symmetrisch. De film wordt begeleid door statige klassieke muziek. De flashbacks zitten vol symboliek en doen een groot beroep op de suggestie van de kijker. 